# Barabás László (néprajzkutató)
Barabás László (Parajd, 1947. november 13.) erdélyi néprajzkutató, főiskolai tanár, a bölcsészettudományok területén a néprajz és kulturális antropológia doktora.

## Életpályája
1970-ben elvégezte a Babeș–Bolyai Tudományegyetem magyar nyelv és irodalom–néprajz szakát.
Eleinte Maros megyei iskolákban tanított. 1976-tól újságíró, szerkesztő volt a Munkáséletnél, majd az Új Életnél (később Erdélyi Figyelő). 1992-től a marosvásárhelyi Református Kántortanító-képzőn tanít. A Károli Gáspár Református Egyetem Tanítóképző Főiskolai Karának és annak marosvásárhelyi kihelyezett tagozatának docense.

## Munkássága
Kutatási területe: erdélyi magyar népszokások, vallási néprajz, a kultúra táji–területi tagolódása, néphagyományok az oktatásban és a közművelődésben.
Könyvei:
- Barabás László (1998): Forog az esztendő kereke. Sóvidéki népszokások. Mentor Kiadó. Marosvásárhely.
- Barabás László (2000): Aranycsitkók, maszkurák, királynék (erdélyi magyar népszokások). Mentor Kiadó. Marosvásárhely.
- Barabás László (2000): Kapun belül, kapun kívül. Impress Kiadó. Marosvásárhely.
- Barabás László (2009): Akiket fog a figura. Farsangi dramatikus szokások és népi színjátékok Marosszéken. Mentor Kiadó. Marosvásárhely.
- Barabás László (2015): Az otthonosság gyökerei. Népismereti írások, néprajzi tanulmányok. Mentor Kiadó. Marosvásárhely.
- Barabás László (2017): Ünnepeink népi színháza, Mentor Kiadó, Marosvásárhely, 2017[1]

Néprajzi filmjei:
- Tüzeskerék. Csávási óesztendei-újesztendei szokások, 1996.
- Feltámadt Krisztus e napon (székely húsvéti népszokások), 2000.
- Farsang farkán (erdélyi farsangi népszokások), 2001.

## Társasági tagság
- A szászrégeni Kemény János Irodalmi és Közművelődési Kör elnöke (1972–1981).
- Kriza János Néprajzi Társaság, Kolozsvár, választmányi tag.
- Erdélyi Múzeum Egyesület, Kolozsvár, tag.
- Magyar Néprajzi Társaság, Budapest, tag.
- A Magyar Kultúra Nemzetközi Társaság, Budapest, tag.
- Kemény Zsigmond Művelődési Társaság, Marosvásárhely, tag.
- Új Kezdet, református folyóirat, Marosvásárhely, főmunkatárs.

## Kitüntetései
- A Korunk folyóirat Sors és emlékezet pályázatának díja, 1984.
- Kőrösi Csoma Sándor ösztöndíj. Lakitelek Alapítvány, 1993.
- Az Országépítő Alapítvány díja, 1994.
- A Tüzeskerék című film a szakma kitüntetettje a göttingeni nemzetközi néprajzi és antropológiai filmek seregszemléjén, 1996.
- A farsang farkán című film az Első Dialäktus Néprajzi Filmfesztivál díjazottja. 2002
- Károli-emlékérem. A Károli Gáspár Református Egyetem kitüntetése, 2010.
- Címzetes főiskolai tanár, a Károli Gáspár Református Egyetem kitüntetése, 2011.
- A Magyar Kultúra Lovagja, 2012.
- A Bethlen Gábor Alapítvány Teleki Pál-díja, 2013.
- A kolozsvári Kriza János Néprajzi Társaság Életműdíja, 2017[2][3]